# Oscar R. Cauldwell
Oscar Ray Cauldwell (24 août 1892 - 8 septembre 1959) est un officier du Corps des Marines des États-Unis avec le grade de major général, qui a servi comme commandant de division adjoint de la 3e division de Marines et plus tard comme commandant général du Commandement de l'entraînement de la Fleet Marine Force, à San Diego, pendant la Seconde Guerre mondiale,,.

## Décorations
|                           |  |  |  |
|                           |  |  |  |
| Bronze star · Bronze star |  |  |  |
| Bronze star               |  |  |  |

| 1re rangée | Silver Star                                          | Silver Star                                          | Silver Star                                          | Silver Star                                          | Silver Star                         | Silver Star                         | Silver Star                         | Silver Star                         | Silver Star                                | Silver Star                                | Silver Star                                | Silver Star                                | Silver Star                                      | Silver Star                                      |                                                  |                                                  |
| 2e rangée  | Bronze Star Medal                                    | Bronze Star Medal                                    | Bronze Star Medal                                    | Bronze Star Medal                                    | Purple Heart                        | Purple Heart                        | Purple Heart                        | Purple Heart                        | Navy Unit Commendation                     | Navy Unit Commendation                     | Navy Unit Commendation                     | Navy Unit Commendation                     | Marine Corps Expeditionary Medal                 | Marine Corps Expeditionary Medal                 | Marine Corps Expeditionary Medal                 | Marine Corps Expeditionary Medal                 |
| 3e rangée  | World War I Victory Medal avec deux battle clasps    | World War I Victory Medal avec deux battle clasps    | World War I Victory Medal avec deux battle clasps    | World War I Victory Medal avec deux battle clasps    | Army of Occupation of Germany Medal | Army of Occupation of Germany Medal | Army of Occupation of Germany Medal | Army of Occupation of Germany Medal | American Defense Service Medal             | American Defense Service Medal             | American Defense Service Medal             | American Defense Service Medal             | American Campaign Medal                          | American Campaign Medal                          | American Campaign Medal                          | American Campaign Medal                          |
| 4e rangée  | Asiatic-Pacific Campaign Medal avec une service star | Asiatic-Pacific Campaign Medal avec une service star | Asiatic-Pacific Campaign Medal avec une service star | Asiatic-Pacific Campaign Medal avec une service star | World War II Victory Medal          | World War II Victory Medal          | World War II Victory Medal          | World War II Victory Medal          | Haitian National Order of Honour and Merit | Haitian National Order of Honour and Merit | Haitian National Order of Honour and Merit | Haitian National Order of Honour and Merit | Haitian Distinguished Service Medal avec diplôme | Haitian Distinguished Service Medal avec diplôme | Haitian Distinguished Service Medal avec diplôme | Haitian Distinguished Service Medal avec diplôme |